# قیامت: شهر تحت تهدید
قیامت: شهر تحت تهدید (به هندی: Qayamat: City Under Threat) فیلمی محصول سال ۲۰۰۳ و به کارگردانی هری باوجا است. در این فیلم بازیگرانی همچون اجی دیوگن، سونیل شتی، سانجای کاپور، ارباز خان، ایشا کوپیکار، ریا سن، نیها دوپیا، آشیش چادهاری، چانکی پاندی ایفای نقش کرده‌اند.